# サービスエリアパーキングエリアスタンプ
サービスエリアパーキングエリアスタンプは、高速道路等のサービスエリアやパーキングエリアに置かれた記念用のスタンプの事を指す。

## 概要
サービスエリア、パーキングエリアの管理運営を財団法人道路施設協会が実施していた時代から設置されており、後に、財団法人道路サービス機構と財団法人ハイウェイ交流センターに分割、さらに道路公団民営化によって、ネクセリア東日本株式会社（後に株式会社ネクスコ東日本エリアトラクトへ社名変更）、中日本エクシス株式会社、西日本高速道路サービス・ホールディングス株式会社に引き継がれた。
2006年4月1日の民営化時には、ネクセリア東日本は2006年4月1日から設置されたが、中日本エクシス、西日本高速道路サービス・ホールディングスからは一時的にスタンプが撤去された。西日本高速道路サービス・ホールディングスでは2006年12月以降、各サービスエリア及びインフォメーションのあるパーキングエリアで再設置され、スタンプが押せるようになった。また、中日本エクシスでも再設置されるようになった。

## 道路施設協会時代のスタンプ
スタンプに道路施設協会と名前が入ったスタンプであった。
- 例 東名高速道路海老名SA

TOMEI EXPRESSWAY'S SERVICE AREA 道路施設協会
- ハイウェイSAPAスタンプコレクション（1994年 - 2006年）

旧財団法人道路施設協会が作製したスタンプ帳（定価1,000円。1994年から2 - 3年程度の期間限定販売）を使用し、同協会が全国のサービスエリアや一部の大規模パーキングエリアに設置していた上記レイアウトのスタンプを集めるもので、各ブロックを制覇する毎に認定証が貰え、7ブロック全てを制覇すると全国制覇認定証が貰えた。この認定は、道路施設協会が1998年10月に財団法人道路サービス機構と財団法人ハイウェイ交流センターに分割された後も引き継がれたものの、道路公団民営化により両財団法人がSAPA事業から撤退した2006年3月を以て終了となった。なお、1998年10月から2006年3月までの認定は道路サービス機構が一括して行っていた。

## 道路サービス機構・ハイウェイ交流センター時代のスタンプ
それぞれスタンプにJ SaPaやHELLO SQUAREと財団法人の名前が入ったスタンプであった。
- 例 関越自動車道高坂SA

KANETSU EXPRESSWAY'S SERVICE AREA J SaPa
- 東名高速道路海老名SA

TOMEI EXPRESSWAY'S SERVICE AREA HELLO SQUARE

## ネクセリア東日本 →ネクスコ東日本エリアトラクトのスタンプ
2009年8月からスタンプの絵柄がリニューアルし、すべてのスタンプにNEXCO東日本と表示されるスタンプとなった。
- 例 関越自動車道高坂SA

KANETSU EXPRESSWAY'S SERVICE AREA NEXCO東日本
それ以前まではすべてのスタンプにNex-areaと入っているスタンプだった。
- 例 関越自動車道高坂SA

KANETSU EXPRESSWAY'S SERVICE AREA　Nex-area
更に、2009年10月からは新たに93エリアがスタンプ設置エリアになった。これにより東北自動車道など一部の路線で一部を除くパーキングエリアにもスタンプが設置された。基本的に、24時間いつでも押印することができる。

## 中日本エクシスのスタンプ
スタンプに社名表示は入っていない。かわりにスタンプに道路名のほか、SA、PA名が入るようになった。
- 例 東名高速道路海老名SA

TOMEI EXPRESSWAY'S EBINASERVICE AREA
中日本エクシスのスタンプは有人であるサービスエリア・パーキングエリアにはすべてのエリアに設置されている。そのため、東名高速道路にないスタンプは由比パーキングエリア下りのみ、中央自動車道にないスタンプは座光寺パーキングエリアのみとなっている。営業時間外のパーキングエリアでは、押印できないことが多い。

## 西日本高速道路サービス・ホールディングスのスタンプ
全てのスタンプに西日本高速道路を示すNEXCO西日本グループという文字の入っているシヤチハタ式スタンプが使われていたが、破損等の不具合が多く生じていることから、随時ゴム印式スタンプに変更されている。
- 例 九州自動車道広川SA

KYUSHU EXPRESSWAY'S SERVICE AREA NEXCO西日本グループ
西日本高速道路サービス・ホールディングスのスタンプは、長らく全てのサービスエリアと主なパーキングエリアのみに設置されていたが、2015年3月よりほぼすべての有人のサービスエリア・パーキングエリア（計182か所）に設置された。

## エラースタンプ
通常、スタンプの原版は手作業で製作されるため、時には間違えて違う絵柄になる場合もある。多くはすぐに発覚して正規の物に差し替えられる。

### スタンプ図案募集
2006年、首都高速道路ではパーキングエリアのスタンプの図案を募集した。